# Beyond Fantasy Fiction
Beyond Fantasy Fiction è stata una rivista statunitense di fantasy e fantascienza di cui sono stati pubblicati dieci numeri tra il 1953 e il 1955. Le ultime due uscite hanno come titolo di copertina Beyond Fiction, ma il nome della pubblicazione, relativamente alle questioni di copyright, rimase lo stesso.
Sebbene non abbia avuto un successo commerciale, la rivista ha pubblicato racconti scritti da diversi autori famosi, come Isaac Asimov, Ray Bradbury e Philip K. Dick. Una selezione di storie fu pubblicato in volume nel 1963 sotto il titolo Beyond.
Beyond Fantasy Fiction è stata posta dai critici nella tradizione di Unknown, una rivista fantasy chiusa nel 1943; era nota per pubblicare storie fantasy che avessero una base razionale, come storie di licantropi con una spiegazione scientifica. James Gunn, uno storico della fantascienza, considerava Beyond Fantasy Fiction come la migliore rivista fantasy lanciata nei primi anni cinquanta, mentre altri critici avevano un'opinione meno favorevole: ad esempio P. Schuyler Miller, in una recensione del 1963, affermò che le sue storie migliori erano quelle che non tentavano di emulare Unknown.

## Storia

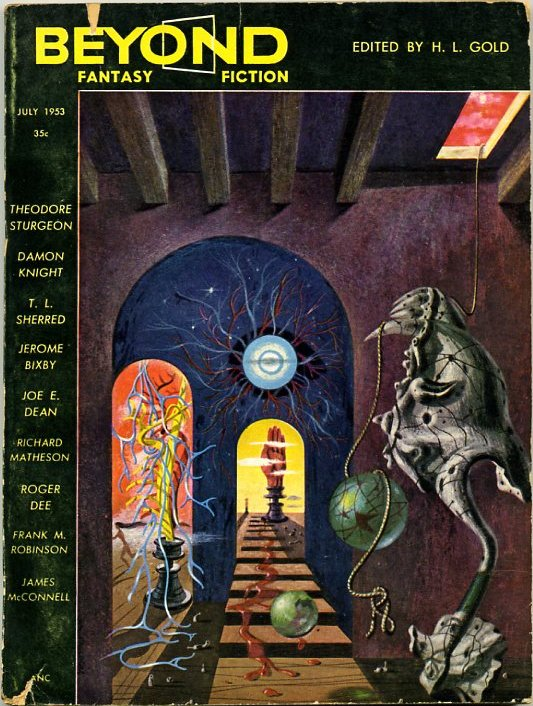
La copertina del primo numero di Beyond Fantasy Fiction, pubblicato nel luglio 1953.

Beyond Fantasy Fiction era una rivista sorella, più orientata al fantasy, di Galaxy Science Fiction, una rivista di fantascienza nata nel 1950; Horace L. Gold aveva programmato Beyond sin da allora, ma dovette attendere finché Galaxy si fosse affermata. Il primo numero di Beyond, pubblicato nel luglio 1953, comprendeva un editoriale di Gold in cui descriveva lo scopo della rivista, escludendo solo il "probabilmente possibile" (the probably possible) e il "non interessante" (the unentertaining). Gold assunse anche Sam Merwin, che aveva recentemente lasciato Fantastic Universe, per aiutarlo come redattore.
Un numero tipico di Beyond comprendeva diverse storie, lunghe abbastanza da essere considerate novelle o romanzi brevi, insieme a racconti più brevi, generalmente per un totale di almeno sette storie. La rivista pubblicava raramente saggistica; non erano presenti recensioni di libri e solo il primo numero presentò un editoriale.
Il primo numero comprendeva opere di Theodore Sturgeon, Damon Knight, Frank M. Robinson e Richard Matheson; altri autori pubblicati in seguito furono Isaac Asimov, Ray Bradbury, Philip K. Dick, Jerome Bixby, John Wyndham, James Gunn, Fredric Brown, Frederik Pohl (sia da solo che insieme a Lester del Rey sotto lo pseudonimo "Charles Satterfield"), Philip José Farmer, Randall Garrett, Zenna Henderson e Algis Budrys.
Cinque delle dieci copertine della rivista furono surrealiste, una scelta inusuale per una rivista "di genere". La copertina del primo numero era di Richard M. Powers, un autore che apparve solo in poche riviste, creando principalmente copertine di libri. La rivista presentava inoltre illustrazioni interne, relative a quasi tutte le storie; l'autore più noto di queste fu Ed Emshwiller. Ogni storia includeva, alla fine, un facsimile della firma dell'autore.
La rivista non ebbe successo dal punto di vista commerciale, sebbene non siano noti dati precisi sulla tiratura. La sua chiusura dopo meno di due anni può essere attribuita in parte al decrescere della popolarità del fantasy e dell'horror. In una pubblicità, pubblicata su Galaxy nel 1958, di un set completo di Beyond per 3,50 dollari, l'editore descriveva la rivista come "un esperimento principesco per determinare se ci fossero abbastanza lettori per sostenere una rivista fantasy molto bella e di qualità fantasticamente alta" (a princely experiment to determine whether there were enough readers to support a truly handsome, fantastically high-quality fantasy fiction magazine), ma che tali lettori "non c'erano".

## Critica

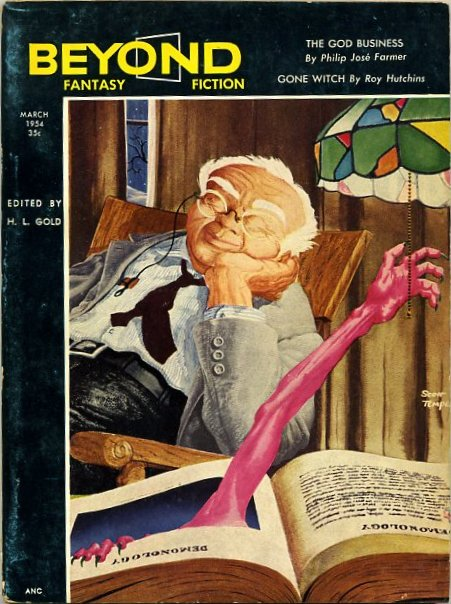
Copertina del numero di marzo 1954 di Beyond Fantasy Fiction, di Scott Templar.

Secondo lo storico della fantascienza Donald H. Tuck, Beyond ha pubblicato del buon materiale, con opere di autori ben noti, e la rivista è spesso citata come il successore della rivista Unknown. James Gunn ha definito Beyond come la miglior rivista fantasy nata negli anni cinquanta. Non tutti pensano che la rivista abbia avuto successo nell'emulare Unknown: P. Schuyler Miller, nella recensione di un'antologia di storie tratte da Beyond, ha scritto che le storie di Beyond sono troppo autoconsapevoli e le migliori sono quelle che non tentano di essere come quelle di Unknown.
Lo storico della fantascienza Michael Ashley ha descritto Beyond come una rivista che tentava di pubblicare storie di alta qualità accessibili a tutti i lettori, riuscendo ad aver più successo di Fantastic Science Fiction grazie a Gold, che "aveva una visione più chiara ed era più determinato a ottenerla" ([Gold] had a clearer vision and was more determined [...] to achieve it).
Diverse storie, significative o successivamente ristampate diverse volte, sono state pubblicate per la prima volta su Beyond Fantasy Fiction:
- ...e la mia paura è grande (...and My Fear Is Great...), di Theodore Sturgeon (luglio 1953);
- Il muro intorno al mondo (The Wall Around the World), di Theodore R. Cogswell (settembre 1953);
- Roba da bambini (Kid's Stuff), di Isaac Asimov (settembre 1953);
- L'oculato gettone da poker di H. Matisse (The Watchfull Poker Chip, ristampato anche come The Watchfull Poker Chip of H. Matisse), di Ray Bradbury (marzo 1954)
- Sine of the Magus, di James Gunn (maggio 1954);
- The Green Magician, di L. Sprague de Camp e Fletcher Pratt (novembre 1954);
- Sulla monotona terra (Upon the Dull Earth), di Philip K. Dick (novembre 1954).

Nel 2004, due di questi racconti sono stati candidati ai Retro Hugo, sezione dei premi Hugo destinata ad opere uscite 50 anni prima (in anni in cui i premi Hugo ordinari non sono stati assegnati): ...e la mia paura è grande è arrivata terza nella categoria per il miglior romanzo breve, mentre Il muro intorno al mondo è arrivato quinto nella categoria per il miglior racconto.

## Dettagli bibliografici
L'editore della rivista era la Galaxy Publishing Corporation, con sede a New York. La rivista era intitolata Beyond Fantasy Fiction sulla testata; tuttavia, nel nono numero il titolo sulla copertina, sul dorso e nell'indice era solo Beyond Fiction, mentre nel decimo copertina e dorso presentavano Beyond Fiction, mentre nell'indice era presente il titolo completo, Beyond Fantasy Fiction. Questo ha fatto sì che a volte venga indicato che la rivista ha cambiato titolo per gli ultimi due numeri.
La rivista era pubblicata in formato digest, su due colonne. Il prezzo era di 35 centesimi; i primi sette numeri avevano 160 pagine, mentre gli ultimi tre solo 128. La rivista era pubblicata ogni due mesi; gli ultimi due numeri non hanno l'indicazione di mese e anno, ma vengono catalogati come "novembre 1954" e "gennaio 1955", corrispondenti alle date del copyright. I primi sei numeri costituiscono il volume 1, mentre gli altri il volume 2.
Un'edizione britannica della rivista fu pubblicata per quattro numeri, bimestralmente, tra il novembre 1953 e il maggio 1954; essa ripresentava i primi quattro numeri dell'edizione statunitense, con alcuni tagli.
Nel 1963, quasi dieci anni dopo la cessazione delle pubblicazioni, nove storie furono ripubblicate in un'antologia, intitolata Beyond, edita da Berkley Books.